# 呼吸商
呼吸商（こきゅうしょう、英: respiratory quotient; RQ）とは、ある時間において生体内で栄養素が分解されてエネルギーに変換するまでの酸素消費量に対する二酸化炭素排出量の体積比のことである。呼吸率、呼吸係数とも呼ばれる。これを求めることで、体内でどのような割合で栄養素が燃焼しているのかという概要がわかる。
計算式は以下の通り。
呼吸商 = 単位時間当たりの二酸化炭素排出量 ÷ 単位時間当たりの酸素消費量

## 呼吸商表
基質1gあたりの発生・消費量表
| 栄養素 | 発生熱量(アトウォーター係数) | 酸素消費量(L) | 二酸化炭素生成量(L) | 呼吸商 |
| ------ | ---------------------------- | ------------- | ------------------- | ------ |
| 糖質   | 4                            | 0.75          | 0.75                | 1.0    |
| 脂質   | 9                            | 2.03          | 1.43                | 0.71   |
| 蛋白質 | 4                            | 0.95          | 0.76                | 0.8    |

## 栄養素ごとの呼吸商

### 糖質
ブドウ糖は、C6H12O6で表せ、炭素と酸素の数が同じなので、生成する酸素と二酸化炭素のモル数は等しくなる。式で表すと、
C6H12O6+6O2→6CO2+6H2O+エネルギー
であり、このときRQ=6CO2/6O2=1.0となる。タンパク質や脂質は分子中の酸素原子含有量が炭水化物より少ないため、より多くの酸素が必要となる。

### 脂質
脂質は種類によって違うが約0.7程度である。ある種の有機酸の呼吸商は1.0より大きい。
脂質が全てパルミチン酸だった場合、2C51H98O6+145O2→102CO2+ 98H2O、RQ=102/145=0.703となり、脂質全体を平均すると、0.707となる。

### タンパク質
タンパク質は体内で完全に燃焼しないので計算は簡単ではないが約0.8となる。

## 各々の栄養素の燃焼量の推定
体内では、糖質、タンパク質、脂質が燃焼するので呼吸商は通常1.0～0.7の間を移動するが、空腹かつ安静時には脂質が優先して燃焼するため（20分たたないと脂肪が燃焼しないというのはデマである）、呼吸商は0.75～0.80程度で、糖質を摂取したり運動量が大きくなったりすると、糖利用が増加するため、呼吸商は1.0に近づき、さらに激しい運動の際には1.0を超えることがある。これは、乳酸生成で体内がアシドーシスになるため(このため、乳酸性作業域値というのが存在する)、これを調節するために、二酸化炭素が排出されるためと考えられる。よって、激しい運動を行うときは、「呼吸商」ではなく、呼吸交換比(こきゅうこうかんひ)という言葉を用いる。呼吸商が1.0に達するような高強度運動時は脂質が燃焼しない(または極端に少なくなる)というのもデマであり、このような誤りは呼吸商から単純計算してしまっている事が原因である。
タンパク質に含まれる平均窒素量は16%であるため、100/16=6.25となり、これを窒素係数とよぶ。体内に吸収されたタンパク質の窒素は主に尿素の形となり、すべて尿中に排出されるため、尿中窒素量に窒素係数を乗じることで「体内で燃焼したタンパク質量」を求めることができる。これに上記呼吸商表におけるタンパク質1gあたりの酸素消費量と二酸化炭素生成量を乗じると、燃焼したタンパク質による酸素消費量と二酸化炭素生成量を出すことができる。
この値を、一定時間の酸素消費量、二酸化炭素生成量の実測値から引けば、体内で燃焼した糖及び脂質の混合体による酸素消費量(仮にMOCとする)、二酸化炭素生成量（仮にMCPとする）を求めることが出来る（ここで求まる呼吸商を非タンパク呼吸商(NPRQ)と呼ぶ）。
ここで、脂質の呼吸商が0.71であり、糖質の呼吸商が1.0であることから、
脂質のみによる酸素消費量(L)を仮にLOCとすると、
脂質のみによる二酸化炭素生成量は0.71（呼吸商）×LOCと表せる。
上記より糖質のみによる酸素消費量(L)をMOC-LOCと表せるため、
糖質のみによる二酸化炭素生成量は1.0（呼吸商）×（MOC-LOC）と表せる。
よって、MCP=0.71×LOC＋1.0×(MOC-LOC)、これを式変形するとLOC=(MOC-MCP)÷0.29となり、
これにMOCとMCPの値を代入すればLOCが求まる。LOCが求まれば、上記呼吸商表より、LOC÷2.03(L)=一定時間下の脂質の体内での燃焼量と、（MOC-LOC）÷0.75(L)=一定時間下の糖質の体内での燃焼量を求めることができる。
実際の運用においては、上記連立方程式を毎回解くのは面倒なので、ツンツ・シュルンベルグ・ラスクの表と非タンパク質呼吸商を用いて計算する。